# Salmo 115

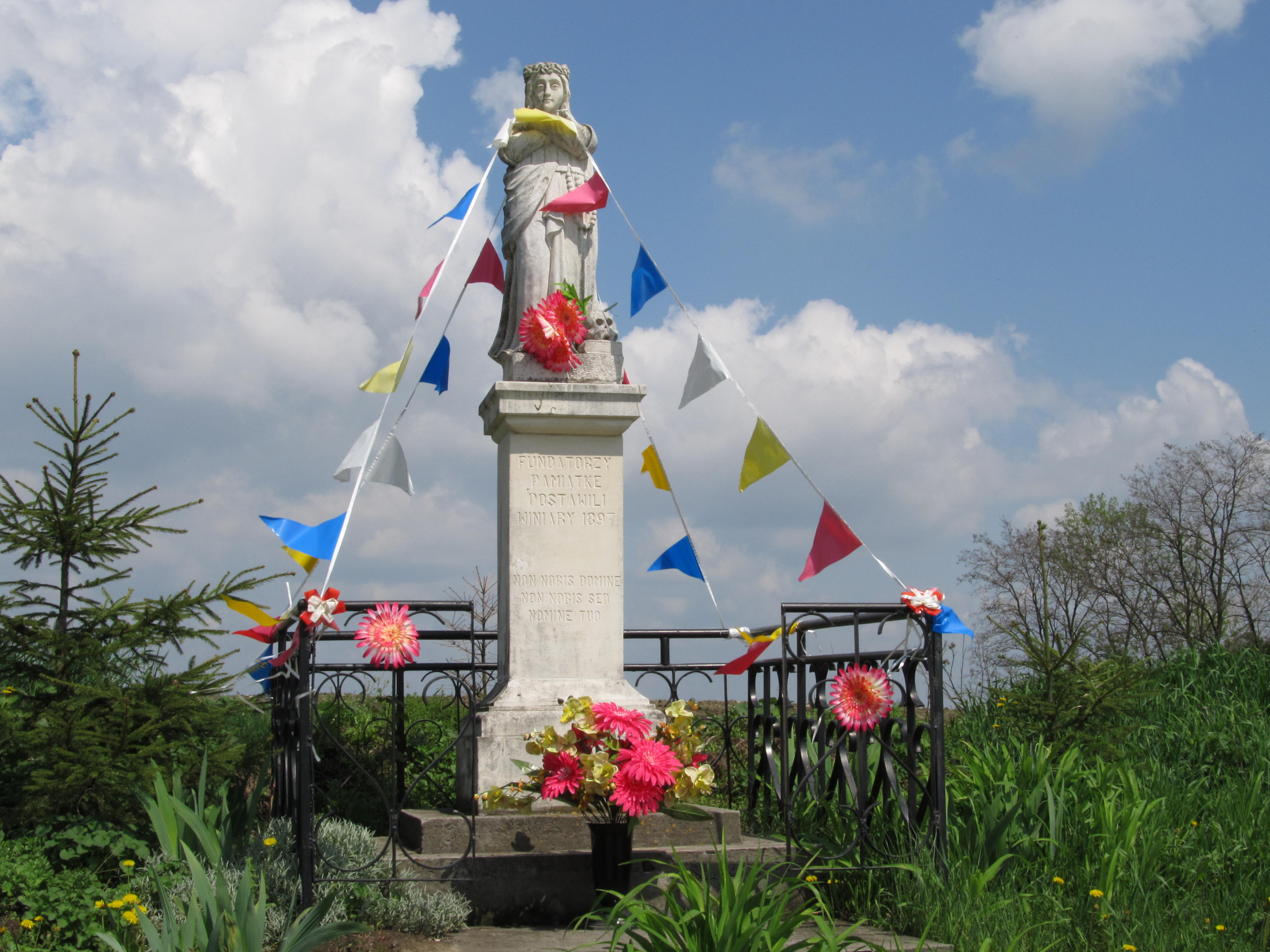
Estatua en Winiary (condado de Pińczów), Polonia, con una inscripción del Salmo 115:1

El Salmo 115 es el 115.º salmo del Libro de los Salmos, que comienza en inglés en la versión de la Biblia del rey Jacobo: «No a nosotros, oh Señor, no a nosotros, sino a tu nombre da gloria». Forma parte de la secuencia del Aleluya egipcio en la quinta división del Libro de los Salmos.
En el sistema de numeración ligeramente diferente de la versión griega Septuaginta y latina Vulgata de la Biblia, este salmo forma la segunda parte del Salmo 113, contando como versículos 9-26 del Salmo 113, siendo los versículos 1-8 el Salmo 114 en la numeración hebrea. En latín, esa parte se conoce como «Non nobis».
Según Alexander Kirkpatrick, este salmo «probablemente se compuso para su uso en los servicios del  Segundo Templo después del regreso del cautiverio en Babilonia,» tal vez cuando la primera oleada de entusiasmo se había desvanecido y la pequeña comunidad de Jerusalén se dio cuenta de lo despreciablemente débil que era a los ojos de sus vecinos».
El principio se ha utilizado para inscripciones en edificios, como el Ca' Vendramin Calergi. El versículo 16, «La tierra ha sido dada a los hijos de los hombres», entre otros, motivó a John McConnell a crear el Día de la Tierra.
El Salmo 115 se utiliza habitualmente en la liturgia judía, Ortodoxia bizantina, católica, luterana, anglicana y en varias liturgias protestantes. A menudo se ha puesto música, como una versión en alemán de Heinrich Schütz para tres coros de cuatro voces e instrumentos, y la temprana cantata de boda de Bach Der Herr denket an uns, BWV 196. Durante el período romántico, Felix Mendelssohn puso el salmo en alemán, Gustav Holst en inglés y Albert Kellermann en hebreo.

## Texto
La siguiente tabla muestra el texto en hebreo del Salmo con vocales, junto con el texto en griego koiné de la Septuaginta y la traducción al español de la Biblia del Rey Jacobo. Tenga en cuenta que el significado puede diferir ligeramente entre estas versiones, ya que la Septuaginta y el texto masorético provienen de tradiciones textuales diferentes. En la Septuaginta, esta es la segunda parte del Salmo 113, siendo la primera parte el Salmo 114 en la numeración masorética.
| #  | Hebreo                                              | Español | Griego |
| -- | --------------------------------------------------- | --- | --- |
| 1  | לֹ֤א לָ֥נוּ יְהֹוָ֗ה לֹ֫א־לָ֥נוּ כִּֽי־לְ֭שִׁמְךָ תֵּ֣ן כָּב֑וֹד עַל־חַ֝סְדְּךָ֗ עַל־אֲמִתֶּֽךָ׃ | No a nosotros, oh Señor, no a nosotros, sino a tu nombre da gloria, por tu misericordia y por tu verdad.         | μὴ ἡμῖν, Κύριε, μὴ ἡμῖν, ἀλλ᾿ ἢ τῷ ὀνόματί σου δὸς δόξαν, ἐπὶ τῷ ἐλέει σου καὶ τῇ ἀληθείᾳ σου,            |
| 2  | לָ֭מָּה יֹאמְר֣וּ הַגּוֹיִ֑ם אַיֵּה־נָ֝֗א אֱלֹהֵיהֶֽם׃                      | ¿Por qué dirán los paganos: «¿Dónde está ahora su Dios?                                                          | μήποτε εἴπωσι τὰ ἔθνη· ποῦ ἐστιν ὁ Θεὸς αὐτῶν;                                                            |
| 3  | וֵאלֹהֵ֥ינוּ בַשָּׁמָ֑יִם כֹּ֖ל אֲשֶׁר־חָפֵ֣ץ עָשָֽׂה׃                       | Pero nuestro Dios está en los cielos: él ha hecho todo lo que ha querido.                                        | ὁ δὲ Θεὸς ἡμῶν ἐν τῷ οὐρανῷ καὶ ἐν τῇ γῇ πάντα, ὅσα ἠθέλησεν, ἐποίησε.                                    |
| 4  | עֲֽ֭צַבֵּיהֶם כֶּ֣סֶף וְזָהָ֑ב מַ֝עֲשֵׂ֗ה יְדֵ֣י אָדָֽם׃                       | Sus ídolos son plata y oro, obra de manos de hombres.                                                            | τὰ εἴδωλα τῶν ἐθνῶν, ἀργύριον καὶ χρυσίον, ἔργα χειρῶν ἀνθρώπων·                                          |
| 5  | פֶּֽה־לָ֭הֶם וְלֹ֣א יְדַבֵּ֑רוּ עֵינַ֥יִם לָ֝הֶ֗ם וְלֹ֣א יִרְאֽוּ׃                | Tienen boca, pero no hablan; tienen ojos, pero no ven.                                                           | στόμα ἔχουσι, καὶ οὐ λαλήσουσιν, ὀφθαλμοὺς ἔχουσι, καὶ οὐκ ὄψονται,                                       |
| 6  | אׇזְנַ֣יִם לָ֭הֶם וְלֹ֣א יִשְׁמָ֑עוּ אַ֥ף לָ֝הֶ֗ם וְלֹ֣א יְרִיחֽוּן׃              | Tienen oídos, pero no oyen; tienen narices, pero no huelen.                                                      | ὦτα ἔχουσι, καὶ οὐκ ἀκούσονται, ῥῖνας ἔχουσι, καὶ οὐκ ὀσφρανθήσονται,                                     |
| 7  | יְדֵיהֶ֤ם ׀ וְלֹ֬א יְמִישׁ֗וּן רַ֭גְלֵיהֶם וְלֹ֣א יְהַלֵּ֑כוּ לֹא־יֶ֝הְגּ֗וּ בִּגְרוֹנָֽם׃ | Tienen manos, pero no las usan; tienen pies, pero no caminan; ni hablan por su garganta.                         | χεῖρας ἔχουσι, καὶ οὐ ψηλαφήσουσι, πόδας ἔχουσι καὶ οὐ περιπατήσουσιν, οὐ φωνήσουσιν ἐν τῷ λάρυγγι αὐτῶν. |
| 8  | כְּ֭מוֹהֶם יִהְי֣וּ עֹשֵׂיהֶ֑ם כֹּ֖ל אֲשֶׁר־בֹּטֵ֣חַ בָּהֶֽם׃                    | Los que los hacen son como ellos, así como todos los que confían en ellos.                                       | ὅμοιοι αὐτοῖς γένοιντο οἱ ποιοῦντες αὐτὰ καὶ πάντες οἱ πεποιθότες ἐπ᾿ αὐτοῖς.                             |
| 9  | יִ֭שְׂרָאֵל בְּטַ֣ח בַּיהֹוָ֑ה עֶזְרָ֖ם וּמָגִנָּ֣ם הֽוּא׃                     | Oh Israel, confía en el Señor: él es su ayuda y su escudo.                                                       | οἶκος ᾿Ισραὴλ ἤλπισεν ἐπὶ Κύριον· βοηθὸς καὶ ὑπερασπιστὴς αὐτῶν ἐστιν.                                    |
| 10 | בֵּ֣ית אַ֭הֲרֹן בִּטְח֣וּ בַיהֹוָ֑ה עֶזְרָ֖ם וּמָגִנָּ֣ם הֽוּא׃                 | Casa de Aarón, confiad en el Señor: él es su ayuda y su escudo.                                                  | οἶκος ᾿Ααρὼν ἤλπισεν ἐπὶ Κύριον· βοηθὸς καὶ ὑπερασπιστὴς αὐτῶν ἐστιν.                                     |
| 11 | יִרְאֵ֣י יְ֭הֹוָה בִּטְח֣וּ בַיהֹוָ֑ה עֶזְרָ֖ם וּמָגִנָּ֣ם הֽוּא׃                | Los que teméis al Señor, confiad en él, porque él es su ayuda y su escudo.                                       | οἱ φοβούμενοι τὸν Κύριον ἤλπισαν ἐπὶ Κύριον· βοηθὸς καὶ ὑπερασπιστὴς αὐτῶν ἐστιν.                         |
| 12 | יְהֹוָה֮ זְכָרָ֢נוּ יְבָ֫רֵ֥ךְ יְ֭בָרֵךְ אֶת־בֵּ֣ית יִשְׂרָאֵ֑ל יְ֝בָרֵ֗ךְ אֶת־בֵּ֥ית אַהֲרֹֽן׃ | El Señor se ha acordado de nosotros: nos bendecirá; bendecirá a la casa de Israel; bendecirá a la casa de Aarón. | Κύριος μνησθεὶς ἡμῶν εὐλόγησεν ἡμᾶς, εὐλόγησε τὸν οἶκον ᾿Ισραήλ, εὐλόγησε τὸν οἶκον ᾿Ααρών,               |
| 13 | יְ֭בָרֵךְ יִרְאֵ֣י יְהֹוָ֑ה הַ֝קְּטַנִּ֗ים עִם־הַגְּדֹלִֽים׃                    | Él bendecirá a los que temen al Señor, tanto a los pequeños como a los grandes.                                  | εὐλόγησε τοὺς φοβουμένους τὸν Κύριον, τοὺς μικροὺς μετὰ τῶν μεγάλων.                                      |
| 14 | יֹסֵ֣ף יְהֹוָ֣ה עֲלֵיכֶ֑ם עֲ֝לֵיכֶ֗ם וְעַל־בְּנֵיכֶֽם׃                     | El Señor os multiplicará cada vez más, a vosotros y a vuestros hijos.                                            | προσθείη Κύριος ἐφ᾿ ὑμᾶς, ἐφ᾿ ὑμᾶς καὶ ἐπὶ τοὺς υἱοὺς ὑμῶν.                                               |
| 15 | בְּרוּכִ֣ים אַ֭תֶּם לַיהֹוָ֑ה עֹ֝שֵׂ֗ה שָׁמַ֥יִם וָאָֽרֶץ׃                     | Benditos seáis por el Señor, que hizo el cielo y la tierra.                                                      | εὐλογημένοι ὑμεῖς τῷ Κυρίῳ τῷ ποιήσαντι τὸν οὐρανὸν καὶ τὴν γῆν.                                          |
| 16 | הַשָּׁמַ֣יִם שָׁ֭מַיִם לַיהֹוָ֑ה וְ֝הָאָ֗רֶץ נָתַ֥ן לִבְנֵי־אָדָֽם׃                | El cielo, incluso los cielos, son del Señor, pero la tierra la ha dado a los hijos de los hombres.               | ὁ οὐρανὸς τοῦ οὐρανοῦ τῷ Κυρίῳ, τὴν δὲ γῆν ἔδωκε τοῖς υἱοῖς τῶν ἀνθρώπων.                                 |
| 17 | לֹ֣א הַ֭מֵּתִים יְהַֽלְלוּ־יָ֑הּ וְ֝לֹ֗א כׇּל־יֹרְדֵ֥י דוּמָֽה׃                 | Los muertos no alaban al Señor, ni los que descienden al silencio.                                               | οὐχ οἱ νεκροὶ αἰνέσουσί σε, Κύριε, οὐδὲ πάντες οἱ καταβαίνοντες εἰς ᾅδου,                                 |
| 18 | וַאֲנַ֤חְנוּ ׀ נְבָ֘רֵ֤ךְ יָ֗הּ מֵעַתָּ֥ה וְעַד־עוֹלָ֗ם הַֽלְלוּ־יָֽהּ׃             | Pero nosotros bendeciremos al Señor desde ahora y para siempre. Alabado sea el Señor.                            | ἀλλ᾿ ἡμεῖς οἱ ζῶντες εὐλογήσομεν τὸν Κύριον, ἀπὸ τοῦ νῦν, καὶ ἕως τοῦ αἰῶνος.                             |

### Versión de la Biblia en latín
A continuación se muestra el texto en latín del Salmo 115 (113b):
| Versículo | Latín                                                                                           |
| --------- | ----------------------------------------------------------------------------------------------- |
| 1         | Non nobis, Domine, non nobis, sed nomini tuo da gloriam super misericordia tua et veritate tua. |
| 2         | Quare dicent gentes: “Ubi est Deus eorum?”.                                                     |
| 3         | Deus autem noster in caelo; omnia, quaecumque voluit, fecit.                                    |
| 4         | Simulacra gentium argentum et aurum, opera manuum hominum.                                      |
| 5         | Os habent et non loquentur, oculos habent et non videbunt.                                      |
| 6         | Aures habent et non audient, nares habent et non odorabunt.                                     |
| 7         | Manus habent et non palpabunt, pedes habent et non ambulabunt; non clamabunt in gutture suo.    |
| 8         | Similes illis erunt, qui faciunt ea, et omnes, qui confidunt in eis.                            |
| 9         | Domus Israel speravit in Domino: adiutorium eorum et scutum eorum est.                          |
| 10        | Domus Aaron speravit in Domino: adiutorium eorum et scutum eorum est.                           |
| 11        | Qui timent Dominum, speraverunt in Domino: adiutorium eorum et scutum eorum est.                |
| 12        | Dominus memor fuit nostri et benedicet nobis: benedicet domui Israel, benedicet domui Aaron,    |
| 13        | benedicet omnibus, qui timent Dominum, pusillis cum maioribus.                                  |
| 14        | Adiciat Dominus super vos, super vos et super filios vestros.                                   |
| 15        | Benedicti vos a Domino, qui fecit caelum et terram.                                             |
| 16        | Caeli, caeli sunt Domino, terram autem dedit filiis hominum.                                    |
| 17        | Non mortui laudabunt te, Domine, neque omnes, qui descendunt in silentium,                      |
| 18        | sed nos, qui vivimus, benedicimus Domino ex hoc nunc et usque in saeculum.                      |

### Versión Reina-Valera 1960
1. No a nosotros, oh Señor, no a nosotros, sino a tu nombre da gloria, por tu misericordia y por tu verdad.
2. ¿Por qué han de decir los paganos: «¿Dónde está ahora su Dios?
3. Pero nuestro Dios está en los cielos: ha hecho lo que ha querido.
4. Sus ídolos son plata y oro, obra de manos de hombres.
5. Tienen boca, pero no hablan; tienen ojos, pero no ven;
6. tienen oídos, pero no oyen; tienen narices, pero no huelen;
7. tienen manos, pero no manejan; tienen pies, pero no andan; ni hablan con su garganta.
8. Los que los hacen son como ellos; así es todo aquel que confía en ellos.
9. Oh Israel, confía en el SEÑOR: él es su ayuda y su escudo.
10. Oh casa de Aarón, confía en el SEÑOR: él es su ayuda y su escudo.
11. Vosotros que teméis al SEÑOR, confiad en el SEÑOR: él es su ayuda y su escudo.
12. El SEÑOR se ha acordado de nosotros: nos bendecirá; bendecirá a la casa de Israel; bendecirá a la casa de Aarón.
13. Bendecirá a los que temen al Señor, tanto a los pequeños como a los grandes.
14. El Señor te hará crecer más y más, a ti y a tus hijos.
15. Sois bendecidos por el Señor, que hizo el cielo y la tierra.
16. Los cielos, los cielos son del Señor, pero la tierra la ha dado a los hijos de los hombres.
17. Los muertos no alaban al Señor, ni ninguno de los que descienden al silencio.
18. Pero bendeciremos al Señor desde ahora y para siempre. Alabado sea el Señor.

## Comentarios

### De la Iglesia católica

#### A todo el salmo
Este salmo continúa la línea de los anteriores, destacando la presencia activa del Señor, el Dios de Israel, quien aunque invisible en los cielos, se revela tanto en su amor hacia su pueblo como en la creación. La versión griega de los Setenta y la Vulgata lo unen al salmo anterior, formando una unidad que en la liturgia parece mostrar el salmo 115 como una respuesta al 114. El salmo comienza con la voz del pueblo que declara su fidelidad a Dios y rechaza los ídolos (vv. 1-8). Luego, un coro llama a confiar en el Señor (vv. 9-11), seguido por una súplica comunitaria por la bendición divina (vv. 12-13). Posteriormente, posiblemente un sacerdote pronuncia una bendición sobre el pueblo (vv. 14-15), y la asamblea responde reafirmando su fe y adoración al Señor (vv. 16-18). El mensaje central es una invitación a confiar en el Dios vivo, creador del universo, y a rechazar los ídolos, que no tienen poder ni vida. A pesar de su inutilidad, los seres humanos siguen fabricándolos y adorándolos, como señalarán más tarde san Pablo y el Apocalipsis. Por eso, este salmo sigue siendo muy relevante hoy, recordándonos en quién debemos poner verdaderamente nuestra confianza.

#### A los versículos 1-8
En Salmo 115,1-8, el objetivo principal no es la exaltación del pueblo, sino la manifestación de la gloria divina a través de sus obras (Sal 108,6). La pregunta del versículo 2 —«¿Dónde está su Dios?»— expresa un llamado a la intervención del Señor, subrayando que es su capacidad de actuar lo que lo distingue de los ídolos. El Dios de Israel demuestra su divinidad porque actúa con libertad y soberanía, haciendo todo lo que quiere (v. 3), a diferencia de los ídolos que, aunque tengan forma humana, son inertes y vacíos, creados por manos humanas (vv. 4-7). Este contraste refleja una enseñanza constante de la Escritura: el Señor es el Dios todopoderoso, soberano del cielo y la tierra, porque los ha creado y nada escapa a su voluntad. El Catecismo de la Iglesia Católica  recoge esta tradición afirmando que Dios dispone libremente de toda su obra, gobierna la historia y los corazones, y nada puede resistirse a su poder.
Juan de la Cruz, al comentar el versículo 8, profundiza en la idea de que quien pone su confianza en los ídolos termina pareciéndose a ellos. Según su enseñanza, el amor establece una semejanza entre quien ama y lo amado; por eso, quien se apega a las criaturas queda rebajado a su nivel, o incluso por debajo de ellas. Este vínculo entre el corazón humano y el objeto de su afecto revela una dinámica espiritual profunda: la idolatría no solo es una desviación teológica, sino una degradación existencial. Así, estos versículos del salmo constituyen una crítica radical a la idolatría y una afirmación clara de la soberanía del Dios vivo, que actúa con poder en favor de su pueblo.

La afición y asimiento que el alma tiene a la criatura iguala a la misma alma con la criatura, y cuanto mayor es la afición, tanto más la iguala y hace semejante, porque el amor hace semejanza entre lo que ama y es amado. Que por eso dijo David (Sal 115,8), hablando de los que ponían su afición en los ídolos, Similes illis fiant qui faciunt ea, et omnes qui confidunt in eis, que quiere decir: Sean semejantes a ellos los que ponen su corazón en ellos. Y así, el que ama criatura, tan bajo se queda como aquella criatura, y, en alguna manera, más bajo; porque el amor no sólo iguala, mas aun sujeta al amante a lo que ama.

#### A los versículos 9-18
En los versículos 9-11 del Salmo 115, se repite tres veces la invitación a confiar en el Señor. Esta triple fórmula, dirigida a Israel, a la casa de Aarón y a los temerosos de Dios, refleja un uso litúrgico del texto y una afirmación de fe común. La confianza en el Señor, frente a la idolatría, es lo que diferencia a Israel de las naciones. El salmo afirma que Dios protege y actúa a favor de su pueblo. La bendición divina se expresa en la fecundidad de las personas (v. 14) y en la referencia al Dios creador del cielo y la tierra (v. 15). La parte final (vv. 16-18) aclara la relación entre Dios, el ser humano y el cosmos: los cielos son de Dios; la tierra, un don para el hombre; y el abismo, lugar de los muertos, donde no se alaba al Señor. La frase «los que vivimos» —añadida en las versiones griega y latina— refuerza esta idea: solo los vivos pueden alabar a Dios.

## Usos

### En el judaísmo
El Salmo 115 es uno de los seis salmos (113-118) que componen el Hallel. Todos los días en que se recita el Hallel, este salmo se recita en su totalidad, excepto en Rosh Jodesh y los últimos seis días de Pascua, cuando solo se recitan los versículos 1-11.  El versículo 18 es el versículo final de Ashrei. También lo recitan algunos judíos después del Salmo 126 que precede al Birkat Hamazón.

### En el cristianismo
El himno latino «Non nobis» se basa en el Salmo 115. Varios clérigos eligieron el comienzo para su lema como expresión de humildad, incluido el arzobispo italiano Giuseppe Siri y el arzobispo filipino José S. Palma. El primer versículo en latín, «Non Nobis Domine», se convirtió en el lema de los Caballeros Templarios. 

### Otros usos
El principio se ha utilizado para inscripciones en edificios, en particular en el Ca' Vendramin Calergi veneciano, que incluso se conoce por el latín «Non Nobis Domine». Se dice que el salmo 113 en la numeración de la Vulgata fue utilizado como memorial y acción de gracias por Enrique V después de la Batalla de Agincourt: 

El rey... reuniendo a su ejército, dio gracias a Dios Todopoderoso por tan feliz victoria; haciendo que sus prelados y capellanes cantaran este salmo: «In exitu Israel de Aegypto»: y ordenó a todos los hombres que se arrodillaran en el suelo ante este versículo: «Non nobis, Domine, non nobis, sed nomini tuo da gloriam».

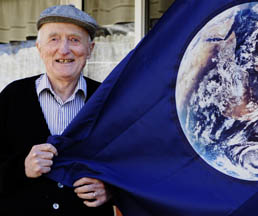
John McConnell con una bandera de la Tierra que creó, en 2008

El versículo 16, «La tierra ha sido dada a los hijos de los hombres», es utilizado por el filósofo John Locke en su argumento de que toda la raza humana tiene el mundo natural en propiedad común, al comienzo de su argumento a favor del derecho de los individuos a poseer propiedad personal, y fue citado por el activista por la paz John McConnell como inspiración para crear el Día de la Tierra, como un llamamiento a preservar la Tierra y compartir los recursos. 

## Música
En su colección de salmos, himnos y motetes, Psalmen Davids, Heinrich Schütz puso el Salmo 115 en alemán, Nicht uns, Herr, para tres coros de cuatro partes de voces e instrumentos, SWV 43. Schütz también compuso un poema métrico para el Salterio de Becker, «Nicht uns, nicht uns, Herr, lieber Gott», SWV 213.
Johann Sebastian Bach basó su primera cantata nupcial Der Herr denket an uns, BWV 196, en los versículos 12 a 15 del Salmo 115, que hablan de la bendición de Dios especialmente para las familias. 
Joseph Haydn escribió una versión en cuatro partes del primer versículo en latín para coro a capela como himno ofrecimiento, publicado por Carus en 2009. En 1835, Felix Mendelssohn puso en alemán el Salmo 115, Nicht unserm Namen, Herr, Op. 31, para soprano solista, coro SATB y orquesta. Gustav Holst escribió un arreglo en inglés, «Not Unto Us, O Lord», para coro mixto y órgano o piano en la década de 1890.
Albert Kellermann incluyó el Salmo 115 en una colección de Sechs liturgische Psalmen (6 salmos litúrgicos) en 1913, poniéndolos en hebreo para coro, solistas y órgano. Cuando Siegfried Matthus escribió el libreto de su ópera Judith, basada en la obra de Friedrich Hebbel Judith y estrenada en 1985, incluyó versículos del Antiguo Testamento como el Salmo 115. Gerald Cohen puso el salmo en hebreo para coro SATB y piano en 1987. 